# Brad Roberts
Bradley Kenneth Roberts, detto Brad (Winnipeg, 10 gennaio 1964), è un cantante e chitarrista canadese.
È il cantante e chitarrista della band canadese Crash Test Dummies e nel 2001 registrò un suo album solista intitolato Crash Test Dude.

## Biografia
La sua carriera musicale cominciò dopo la laurea nel 1986, quando formò la band "Bad Brad Roberts and the St. James Rhythm Pigs". Il nome della band cambiò in "Crash Test Dummies" sotto consiglio di un amico. Dopo il fallimento di molti demo, la band incise l'album The Ghosts That Haunt Me (1991) e due anni dopo God Shuffled His Feet. L'album A Worm's Life venne pubblicato nel 1996 con un nuovo genere di musica che la band continuerà ancora a sviluppare.
Il genere musicale dell'album Give Yourself a Hand fu ispirato dopo che Roberts si trasferì ad Harlem, New York. Nel 2000 Roberts ebbe un incidente stradale quasi fatale in Nuova Scozia, dove venne soccorso da alcuni abitanti locali. Lì incise l'album I Don't Care That You Don't Mind. Nel 2001 incise il suo primo album solista: Crash Test Dude. Puss 'n' Boots fu inciso nel 2003. Roberts apparve anche nella miniserie I Love the '90s. Nel 2004 incise l'album Songs of the Unforgiven.
Nel 2009, Roberts annunciò di aver quasi terminato un nuovo album dei Crash Test Dummies. Nel 2010 venne pubblicato l'ultimo album dei Dummies, intitolato Oooh La La!. Nel 2011 Roberts pubblicò il suo secondo album solista, intitolato Rajanaka: Mantra. Attualmente Roberts vive con la moglie a SoHo, New York. La sua estensione vocale è basso-baritono.

## Discografia

### Con i Crash Test Dummies
- 1991: The Ghosts That Haunt Me
- 1993: God Shuffled His Feet
- 1996: A Worm's Life
- 1999: Give Yourself a Hand
- 2001: I Don't Care That You Don't Mind
- 2002: Jingle All the Way
- 2003: Puss 'n' Boots
- 2004: Songs of the Unforgiven
- 2010: Oooh La La!

### Solista
- 2001: Crash Test Dude
- 2011: Rajanaka: Mantra